# Hans Vandekerckhove
Hans Vandekerckhove (Kortrijk, 12 oktober 1957) is een Vlaams beeldend kunstenaar, wonend in Gent.

## Situering
Hij focust op motieven met diepgewortelde traditie uit de Westerse  beeldende kunst: de Rückenfigur,  de tuinman, de tuin en de horticultuur, serres, bruggen en aanverwante architecturale motieven,  het Hiëronymus-motief , de meisjesfiguur, het romantische landschap, het totemdier, het sacra conversatione- en annunciatie- motief. 
Hij is een romanticus en individualist die in zijn werk evolueerde van een neo-expressionistische stijl  (begin jaren 1980) naar quasi abstract beeld geïnspireerd door alchemistische motieven (jaren  1990) om daarna, vanaf 1998 terug te keren naar de figuratief en inhoudelijke themas nl. van de picturale verhouding tussen motief en achtergrond en mens en omgeving. 
Vandekerckhove’s schilderijen zijn contemplatieve, ascetische werken die een zekere onrust veroorzaken en tegelijk aantrekkelijk zijn, zonder in de bevreemding van het surrealisme te vallen. Als mens en als kunstenaar heeft hij een sterke relatie met de natuur en probeert daarover als visueel dichter een verhaal te vertellen.

## Biografie
- 1979: maakt als student kunstgeschiedenis aan UGent eindscriptie over David Hockney.
- 1980: richt Sint-Lukas Galerie op in opdracht van architect Hoppenbrouwers
- 1982: reist naar Berlijn en bezoekt de tentoonstelling Zeitgeist
- 1983: selectie voor Prix Jeune Peinture Brussel
- 1986: laureaat Europaprijs Oostende
- 1989-1996: verblijft in Toscane en Umbrië en vindt inspiratie bij Cimabue en Giotto en Piero della Francesca. Een atelierbrand in 1990 verwoest veel schilderijen
- 1997: verblijft in Dungeness en ontdekt avant-garde cineast Derek Jarman
- 2003: solo tentoonstelling in het Museum voor Moderne Kunst Oostende met de schilderijen Stalking Hiëronymus. Het schilderij van Jeroen Bosch, Hiëronymus in gebed, en de film 'Stalker' van Tarkovski vormen hiervoor inspiratie.
- 2007: stelt tentoon in het SMAK te Gent
- 2008: gaat op zoek en vindt een serre in de Spaanse Pyreneeën
- 2009: thematische solo tentoonstelling in de Stichting Liedts-Meesen Zebrastraat, Gent.

## Publicaties
In juni 2007 verschijnt het eerste boek met schilderijen uit de periode 1998-2006 bij uitgeverij Ludion (ISBN 978 90 5544 666 7). De auteur is Dieter Roelstraete, kunstfilosoof en curator in het MuHka.
Het boek heeft als titel My head is my only home, een indirecte verwijzing naar een song van Captain Beefheart.
In 2009 verschijnt Picture Palace bij uitgeverij Lannoo (ISBN 978 90 209 8362 3). De auteurs zijn kunstenaar Pjeroo Roobjee en Paul Depondt.
De experimentele film en video cineast Svend Thomsen, stichter van Artcinema OFFOFF, maakt van Picture Palace een documentaire.